# HD 114837
Désignations
HD 114837, également désignée HR 4989, est une étoile binaire, de la constellation australe du Centaure. Elle est visible à l'œil nu avec une magnitude apparente de 4,92.
L'étoile primaire, désignée HD 114837 A, présente une parallaxe annuelle de 54,82 ± 0,08 mas telle que mesurée par le satellite Gaia, ce qui permet d'en déduire qu'elle est distante de 18,24 ± 0,03 pc (∼59,5 al) de la Terre. Elle se rapproche actuellement du Système solaire à une vitesse radiale de −63,6 km/s, et passera au plus près dans environ 240 600 ans, où elle ne sera plus distante que d'environ 6,68 pc (∼21,8 al).
HD 114837 A est une étoile jaune-blanc de la séquence principale de type spectral F6 V Fe-0,4, avec la notation « Fe-0,4 » qui indique que son spectre montre une sous-abondance en fer ; cette dernière ne vaut en effet que 53 % l'abondance solaire. L'étoile est âgée d'environ 3,4 milliards d'années, elle est 1,14 fois plus massive que le Soleil et son rayon est 1,51 fois plus grand que le rayon solaire. Elle est 3,07 fois plus lumineuse que le Soleil et sa température de surface est de 6 346 K
Son compagnon, HD 114837 B, est une étoile de magnitude 10,2 avec qui elle partage un mouvement propre commun et qui est située à la même distance d'environ 18,2 pc (∼59,4 al). En date de 2016, elle était localisée à une distance angulaire de 4,6 secondes d'arc et selon un angle de position de 22° de HD 114837 A. Cette étoile ne fait que 56 % la masse du Soleil et 55 % son rayon. Sa luminosité vaut à peine 6 % celle du Soleil et sa température de surface est de 3 817 K.